# Goniophila niphosticha
Goniophila niphosticha är en fjärilsart som beskrevs av George Francis Hampson 1926. Goniophila niphosticha ingår i släktet Goniophila och familjen nattflyn. Inga underarter finns listade i Catalogue of Life.